# Mel Ferrer

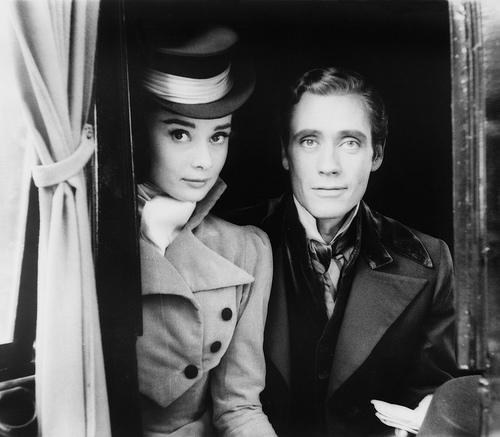
Mel Ferrer y Audrey Hepburn, retratados por Milton H. Greene, en 1955.

Mel Ferrer (Elberton, Nueva Jersey, 25 de agosto de 1917-Santa Bárbara, California, 2 de junio de 2008) fue un actor, director y productor estadounidense. Participó en varias películas memorables, como Scaramouche (1952), Guerra y paz y La caída del Imperio Romano (1964). Estuvo casado con la actriz Audrey Hepburn.

## Biografía
Melchor Gastón Ferrer nació en Elberon (Nueva Jersey, Estados Unidos). Era hijo de un médico cubano de origen español, José María Ferrer, que servía como jefe de personal del Hospital St. Vincent en la ciudad de New York, y de su esposa, la estadounidense Mary Matilda Irene O'Donohue, de origen irlandés. 
Debutó a la edad de veintitrés años como actor en Broadway. El papel que le llevó a la fama fue Lost Boundaries, y luego participó en películas relevantes como Encubridora de Fritz Lang (con Marlene Dietrich) y la película musical Lili (con Leslie Caron). 
Sus mayores éxitos fueron películas de época como Scaramouche y las superproducciones La guerra y la paz (junto a numerosas estrellas como Henry Fonda, Audrey Hepburn y Anita Ekberg) y La caída del Imperio romano, rodada en España con Sophia Loren, Christopher Plummer y James Mason. 
Ferrer fue reconocido por conferir a sus personajes una gran intensidad emocional, demostrar elegancia y distinción cuando correspondía o desdoblar las facetas de la miseria humana en la proyección hacía el espectador.
Ferrer participó en dos películas de Marisol, la gran estrella del cine español: Cabriola (como director) y La chica del molino rojo (como actor). En 1966 encarnó al pintor El Greco en una coproducción europea, y en 1974 participó en la película italiana de terror El Anticristo.
Hizo también apariciones televisivas como estrella invitada en series como Colombo o Vacaciones en el Mar. Ya en la década de 1980 tuvo un papel cada vez más relevante en las tres primeras temporadas de la famosa serie de televisión Falcon Crest, interpretando al amigo, abogado, confidente y, en los capítulos finales de su participación en la serie, breve segundo marido de Angela Channing -personaje principal interpretado por Jane Wyman-. A pesar de su apalabrada participación en la cuarta temporada, fue fulminantemente despedido por motivos de sueldo.
Su vida sentimental fue bastante ajetreada. Se casó dos veces con Frances Gunby Pilchard con un período de separación de cinco años, durante los cuales estuvo casado con Barbara C. Tripp. Posteriormente se casó con Audrey Hepburn, con quien tuvo a su hijo Sean H. Ferrer, también actor. Murió de insuficiencia cardiaca el 2 de junio de 2008 a la edad de 90 años.

## Filmografía

### Cine
| Año  | Título                                                           | Personaje                                     | Observaciones |  |
| ---- | ---------------------------------------------------------------- | --------------------------------------------- | --- |  |
| 1947 | The Fugitive, de John Ford y Emilio Fernández                    | Padre Serra                                   | No acreditado |  |
| 1949 | Lost Boundaries                                                  | Scott Mason Carter                            | El color de la sangre, en España |  |
| 1950 | Born to Be Bad, de Nicholas Ray                                  | Gobby                                         | |  |
| 1951 | The Brave Bulls                                                  | Luis Bello                                    | |  |
| 1952 | Rancho Notorious                                                 | Frenchy Fairmont                              | |  |
| 1952 | Scaramouche                                                      | Noel, marqués de Maynes                       | |  |
| 1953 | Lili                                                             | Paul Berthalet                                | |  |
| 1953 | Knights of the Round Table                                       | Rey Arturo                                    | |  |
| 1953 | Saadia, de Albert Lewin                                          | Henrik                                        | |  |
| 1954 | Proibito, de Mario Monicelli                                     | Don Paolo Salinas                             | |  |
| 1955 | Oh... Rosalinda!!                                                | Capt. Alfred Westerman                        | |  |
| 1956 | War and Peace                                                    | Príncipe Andrei Bolkonsky                     | |  |
| 1956 | Elena et les hommes, de Jean Renoir                              | Conde Henri de Chevincourt                    | |  |
| 1957 | The Vintage                                                      | Giancarlo Barandero                           | |  |
| 1957 | The Sun Also Rises                                               | Robert Cohn                                   | |  |
| 1958 | Fräulein, de Henry Koster                                        | Mayor Foster MacLain                          | |  |
| 1959 | The World, the Flesh and the Devil                               | Benson Thacker                                | |  |
| 1960 | Et mourir de plaisir, de Roger Vadim                             | Leopoldo de Karnstein                         | |  |
| 1960 | L'homme à femmes                                                 | Georges Gauthier                              | |  |
| 1960 | The Hands of Orlac                                               | Stephen Orlac                                 | |  |
| 1961 | Legge di guerra, de Bruno Paolinelli [it]                        | Mirko                                         | |  |
| 1962 | I lancieri neri, de Giacomo Gentilomo                            | Andrea Di Tula                                | |  |
| 1962 | Le diable et les dix commandements, de Julien Duvivier           | Philip Allan                                  | Episodio: "Luxurieux point ne seras"                                                                                                |  |
| 1962 | The Longest Day                                                  | Mayor general Robert Haines                   | Ferrer originalmente firmó para interpretar al general James M. Gavin, pero se retiró del papel debido a conflictos de programación |  |
| 1962 | Marco Polo                                                       |                                               | Película no terminada |  |
| 1963 | Charade, de Stanley Donen                                        | Hombre fumando cigarrillo en un club nocturno | No acreditado |  |
| 1964 | Paris When It Sizzles                                            | Jekyll & Hyde en el baile de disfraces        | No acreditado |  |
| 1964 | The Fall of the Roman Empire                                     | Cleander                                      | |  |
| 1964 | Sex and the Single Girl                                          | Rudy                                          | |  |
| 1964 | El señor de La Salle [es]                                        | Juan Bautista de La Salle                     | |  |
| 1966 | El Greco                                                         | El Greco (Domenico Teotocopulo)               | |  |
| 1967 | Wait Until Dark, de Terence Young                                | Locutor de radio franco-canadiense            | Voz. No acreditado |  |
| 1972 | A Time for Loving                                                | Dr. Harrison                                  | |  |
| 1973 | La chica del Molino Rojo [es]                                    | Dalton Harvey                                 | |  |
| 1974 | The Antichrist                                                   | Massimo Oderisi                               | |  |
| 1975 | Brannigan                                                        | Fields                                        | |  |
| 1975 | La polizia accusa: il servizio segreto uccide, de Sergio Martino | Fiscal de distrito Mannino                    | |  |
| 1975 | The Suspicious Death of a Minor                                  | Superintendente de policía                    | |  |
| 1975 | Das netz                                                         | Aurelio Morelli                               | |  |
| 1976 | Eaten Alive, de Tobe Hooper                                      | Harvey Wood                                   | |  |
| 1976 | The Black Corsair                                                | Van Gould                                     | |  |
| 1977 | L'avvocato della mala, de Alberto Marras                         | Peseti, el jefe                               | |  |
| 1978 | I gabbiani volano basso, de Giorgio Cristallini                  | Roberto Micheli                               | |  |
| 1978 | La ragazza dal pigiama giallo, de Flavio Mogherini               | Profesor Henry Douglas                        | |  |
| 1978 | Hi-Riders                                                        | Sheriff                                       | |  |
| 1978 | The Norseman                                                     | Rey Eurich                                    | |  |
| 1978 | Zwischengleis [al]                                               | Coronel Stone                                 | a.k.a. Yesterday's Tomorrow |  |
| 1978 | The Fifth Floor                                                  | Dr. Sidney Coleman                            | |  |
| 1978 | L'immoralità [it]                                                | Esposo de Vera                                | |  |
| 1979 | L'isola degli uomini pesce, de Sergio Martino                    | Radcliffe (versión de EE. UU.)                | a.k.a. Island of the Fishmen |  |
| 1979 | The Visitor, de Giulio Paradisi                                  | Dr. Walker                                    | |  |
| 1979 | Guyana: Crime of the Century                                     |                                               | No acreditado |  |
| 1979 | Il fiume del grande caimano, de Sergio Martino                   | Joshua                                        | |  |
| 1980 | Mangiati vivi!, de Umberto Lenzi                                 | Profesor Carter                               | a.k.a. Doomed to Die |  |
| 1980 | La invasión de los zombies atómicos                              | General Murchison                             | |  |
| 1981 | Lili Marleen, de R. W. Fassbinder                                | David Mendelsson                              | |  |
| 1981 | Vultures on the City [fr]                                        | Sheriff                                       | |  |
| 1982 | A Thousand Billion Dollars                                       | Cornelius A. Woeagen                          | |  |
| 1982 | Deadly Game [it]                                                 | Stephan Mathiesen                             | |  |
| 1984 | A Soft Sunset                                                    | Franz Bollenstein                             | |  |
| 1991 | Eye of the Widow                                                 | Frankenheimer, el jefe de la CIA              | |  |

- Un asesinato para Shillman (1982)
- La quinta planta (1980)
- Una estrella fugaz (1974)
- Fiesta (1957)

### Televisión
| Año       | Título                                 | Personaje                            | Observaciones                                                |
| --------- | -------------------------------------- | ------------------------------------ | ------------------------------------------------------------ |
| 1953–1954 | Omnibus                                | Presidente de la Junta / Jeff Talbot | 2 episodios                                                  |
| 1957      | Producers' Showcase                    | Príncipe heredero Rudolph            | Episodio: "Mayerling"                                        |
| 1957      | ITV Play of the Week                   |                                      | Episodio: "Lost Boundaries"                                  |
| 1959      | Dick Powell's Zane Grey Theatre        | Marshal Monty Elstrode               | Episodio: "The Ghost"                                        |
| 1959      | Rendezvous                             |                                      | Episodio: "London in the Spring"                             |
| 1963      | Bob Hope Presents the Chrysler Theatre | Peter Carrington                     | Episodio: "The Fifth Passenger"                              |
| 1973      | Columbo                                | Jerry Parks                          | Episodio: "Requiem for a Falling Star"                       |
| 1973      | Carola                                 | Gen. Franz von Clodius               | Película de televisión                                       |
| 1973      | Tenafly                                | Charlie Rush                         | Episodio: "Piloto"                                           |
| 1973      | Search                                 | John Rickman                         | Episodio: "Suffer My Child"                                  |
| 1974      | Police Story                           | Dr. Ross                             | Episodio: "Wyatt Earp Syndrome"                              |
| 1974      | Marcus Welby, M.D.                     | Carlo                                | Episodio: "Designs"                                          |
| 1976      | Ellery Queen                           | Brandon Childs                       | Episodio: "The Adventure of the Disappearing Dagger"         |
| 1976      | Origins of the Mafia                   | Armando Della Morra                  | Episodio: "La legge"                                         |
| 1977      | Hawaii Five-O                          | Emil Radick / Padre Neill            | 2 episodios                                                  |
| 1977      | Baretta                                | Alex Kramer                          | Episodio: "Everybody Pays the Fare"                          |
| 1977      | The Fantastic Journey                  | Appolonius                           | Episodio: "Funhouse"                                         |
| 1977      | Lanigan's Rabbi                        | Mike Rushmore                        | Episodio: "In Hot Weather, the Crime Rate Soars"             |
| 1977      | Wonder Woman                           | Fritz Gerlich                        | Episodio: "Anschluss '77"                                    |
| 1977      | Logan's Run                            | Analog                               | Episodio: "Man Out of Time"                                  |
| 1977      | Sharon: Portrait of a Mistress         | David                                | Película de televisión                                       |
| 1978      | Black Beauty                           | Nicholas Skinner                     | Miniserie                                                    |
| 1978      | How the West Was Won                   | Hale Burton                          | 3 episodios                                                  |
| 1978      | The Return of Captain Nemo             | Dr. Robert Cook                      | Película de televisión                                       |
| 1979      | Return of the Saint                    | Dr. Paolo Brogli                     | Episodio: "Vicious Circle"                                   |
| 1979      | Eischied                               |                                      | Episodio: "Who Is the Missing Woman?"                        |
| 1979–1980 | Dallas                                 | Harrison Page                        | 2 episodios                                                  |
| 1980      | Top of the Hill                        | Andreas Heggener                     | Película de televisión                                       |
| 1980      | Hagen                                  | Poole                                | Episodio: "The Straw Man"                                    |
| 1980      | The Memory of Eva Ryker                | Dr. Sanford                          | Película de televisión                                       |
| 1980      | Fugitive Family                        | Anthony Durano                       | Película de televisión                                       |
| 1981      | Behind the Screen                      | Evan Hammer                          | Episodio: "Piloto"                                           |
| 1981–1984 | Falcon Crest                           | Phillip Erikson                      | 54 episodios                                                 |
| 1982      | La isla de la fantasía                 | Moriarity / Lord Collingwood         | Episodio: "The Case Against Mr. Roarke/Save Sherlock Holmes" |
| 1982      | One Shoe Makes It Murder               | Carl Charnock                        | Película de televisión                                       |
| 1984      | Finder of Lost Loves                   | George Matthews                      | Episodio: "Forgotten Melodies"                               |
| 1985      | Seduced                                | Arthur Orloff                        | Película de televisión                                       |
| 1985      | Hotel                                  | Garrett Hardy / Anthony Palandrini   | 2 episodios                                                  |
| 1985      | The Love Boat                          | Jack Powers                          | 2 episodios                                                  |
| 1985      | Glitter                                |                                      | Episodio: "Nightfall"                                        |
| 1985–1989 | Murder, She Wrote                      | Miles Austin / Eric Brahm            | 2 episodios                                                  |
| 1986      | Peter the Great                        | Frederick                            | Miniserie                                                    |
| 1986      | Outrage!                               | Juez Michael Lengel                  | Película de televisión                                       |
| 1986      | Dream West                             | Juez Elkins                          | Miniserie                                                    |
| 1989      | Wild Jack                              |                                      | Miniserie                                                    |
| 1989–1990 | Christine Cromwell                     | Doctor                               | 4 episodios                                                  |
| 1995      | Catherine the Great                    | Patriarca                            | Película de televisión                                       |
| 1998      | Stories from My Childhood              | Geppetto                             | Voz. Episodio: "Pinocchio and the Golden Key"                |

### Director
| Año  | Título                     | Observaciones          |
| ---- | -------------------------- | ---------------------- |
| 1945 | The Girl of the Limberlost |                        |
| 1947 | The Fugitive               | Asistente de dirección |
| 1950 | The Secret Fury            |                        |
| 1950 | Vendetta                   | No acreditado          |
| 1951 | The Racket                 | No acreditado          |
| 1952 | Macao                      | No acreditado          |
| 1959 | Green Mansions             |                        |
| 1965 | Cabriola                   |                        |

### Entrenador de diálogo
| Año  | Título                      | Observaciones |
| ---- | --------------------------- | ------------- |
| 1944 | Louisiana Hayride           |               |
| 1944 | They Live in Fear           |               |
| 1944 | Sergeant Mike               |               |
| 1944 | Together Again              |               |
| 1944 | Meet Miss Bobby Socks       |               |
| 1945 | Let's Go Steady             |               |
| 1945 | Ten Cents a Dance           |               |
| 1945 | Boston Blackie's Rendezvous |               |
| 1945 | A Thousand and One Nights   |               |

## Radio
| Año  | Programa       | Episodio          |
| ---- | -------------- | ----------------- |
| 1952 | Family Theater | "Hound of Heaven" |
| 1953 | Radio Theater  | "Undercurrent"    |